# Pell City
Pell City − miasto w południowo-wschodniej części Stanów Zjednoczonych, w Alabamie, stolica hrabstwa St. Clair.

## Demografia
- Liczba ludności: 13 924 (2023)[1]
- Gęstość zaludnienia: 198,1 os./km² (2023)
- Powierzchnia: 70,3 km² (2023)

Według spisu dokonanego w 2000 roku przez United States Census Bureau miasto zamieszkiwało 9 565 mieszkańców. Było tam 3 830 gospodarstw domowych, które zamieszkiwało 2 772 rodzin. Gęstość zaludnienia wynosiła wtedy 150,3 os./km². W mieście wybudowanych było 4 275 domów (ich gęstość to 67,2 domu/km²).
Podział mieszkańców według ras (stan na 2000 rok):
- 83,41% − Biali
- 15,38% − Afroamerykanie
- 0,16% − rdzenni Amerykanie
- 0,22% − Azjaci
- 0,02% − z wysp Pacyfiku
- 0,26% − inne rasy
- 0,55% − z dwóch lub więcej ras
- 1,25% − Hiszpanie lub Latynosi